# Данијела Стил
Данијела Стил (енгл. Danielle Steel, Њујорк, 14. август 1947) је америчка књижевница, најпознатија по својим љубавним романима. Направљено је око 800 милиона копија њених књига широм света. Објављене су у 69 држава и на 43 језика. Написала је око 165 књига од којих су 141 романи. Написала је четири дела која нису фикција, те књигу поезије и текстове за један музички албум. На основу 22 њена романа урађена су и филмска остварења, од којих су два номинована за награду Златни глобус. Данијела Стил пише неколико књига годишње, а бави се најчешће љубавним и породичним темама. Није редак случај да у једном тренутку ради на чак пет пројеката истовремено. Основала је и води две фондације од којих једна носи име по њеном покојном сину Ник Трејна фондација која финансира организације које се баве душевним болестима, злостављањем деце и превенцијом самоубиства. Друга фондација помаже бескућницима. Данијела Стил је 2002. године добила орден Владе Француске као официр реда уметности и слова, а 2014. године је добила орден као витез реда Легије части. Тренутно живи на релацији Париз—Сан Франциско.

## Биографија

### Детињство
Данијела Стил рођена је 14. августа 1947. године у Њујорку, САД. Данијела је била једино дете Норме да Камара Стон дос Реис и Џона Шалин Стила. Њен отац Џон је био јеврејско-немачки имигрант, потомак власника пива Ловенбрау. Њен мајка Норма, била је кћерка дипломата, а рођена је у Португалу. Стил је одгајана као католикиња, а у детињству је имала жељу да буде часна сестра. Већи део детињства провела је у Паризу, Француска, где је у вечерњим сатима посматрала забаве које су организовали њени родитељи. Тако је од раног детињства имала прилику да посматра навике и животе богатих и познатих људи. Када је имала осам година, њени родитељи су се развели. Бригу о Данијели преузео је отац, а мајку је ретко виђала.
Данијела је касније писала на свом званичном веб сајту како је као дете била врло усамљена, али и озбиљна. Много је волела да чита. Још као дете почела је писати приче, а касније као тинејџерка и поезију. Дипломирала је 1963. године у Њујорку на Lycée Français de New York, студирала је књижевни и модни дизајн, прво у Parsons School of Design, па на Њујоршком универзитету. Данијела Стил је као дете живела на релацији Париз—Њујорк, а сада живи на релацији Париз—Сан Франциско.

### Први брак и почетак каријере
Када је имала 18 година, Данијела Стил се 1965. удала за француско-америчког банкара Клауда-Ерика Лазарда. Као млада супруга, још увек је похађала Универзитет у Њујорку, а почела је и писати. Свој први рукопис Данијела је завршила са 19 година. После рођења своје кћерке Беатрикс, Стил је почела да ради у односима са јавношћу за њујоршку агенцију под називом Supergirls. Клијенти магазина били су импресионирани њеним чланцима те су је охрабрили да напише и изда књигу. Данијела је то и урадила. Касније се преселила у Сан Франциско и радила као писац садржаја за Греј адвертајзинг.

### Први роман, други и трећи брак
Њен први роман „Повратак кући” (енгл. Going Home) је објављен 1972. године. Роман је садржао неке теме по којим је њено касније писање постало препознатљиво, укључујући породицу и међуљудске односе. Хероина, односно главни лик Данијелиног првог романа, била је самохрана мајка. После девет година брака, Данијела и Лазард су се развели 1974. године.
Док је још била у браку са Лазардом, Стил је упознала Денија Зугелдера док је интервијусао затвореника у затвору близу Ломпока у Калифорнији, где је Зугелдер такође био затворен. Када је пуштен на условну слободу у јуну 1973. године уселио се код Данијеле, али се почетком 1974. вратио у затвор због оптужби за пљачку и силовање. Након развода од Лазарда 1975. године, Данијела Стил се удала за Зугелдера у затворској кантини. Развела се од њега 1978. године, а њихова веза је изродила „Обећање страсти” (енгл. Passion Promise) и „Сада и заувек” (енгл. Now and Forever), два романа која су покренула њену каријеру.
Стил се удала за свог трећег мужа Вилијама Џорџа Тота, дан након што је окончан њен развод од Зугелдера. Тада је већ била у деветом месецу трудноће носећи његово дете. Са успехом њене четврте књиге „Обећање” (енгл. Promise) постала је члан високог друштва Сан Франциска, док је Тот, бивши зависник о дрогама, остао запостављен. Развели су се у марту 1981. године.

### Слава и четврти брак
Стил се удала по четврти пут 1981. године за винара Џона Трејну. Трејна је накнадно усвојио њеног сина Ника и дао му своје презиме. Заједно су имали још петоро деце, а то су Саманта, Викторија, Ванеса (модни стилиста), Макс и Зара. Саманта је рођена 14. априла 1982. године, а годину дана после и Викторија и то 5. септембра. Већ 1984. године, 18. децембра рођена је њена кћерка Ванеса, а син Макс 10. фебруара 1986. Најмлађа кћерка Зара рођена је 26. септембра 1987. године.
Почевши са њеним браком са Трејном 1981. Стилова је била скоро стална појава на насловницама Њујорк тајмса. У Гинисову књигу светских рекорда ушла је 1989. године зато што је имала књигу на бестселер листи Њујорк тајмса највише седмица заредом од био ког аутора (тада 381 седмицу заредом). Током тог времена Данијела Стил посветила се и свом раду на нефикцијским делима, почев са „Имати бебу” (енгл. Having a Baby) који је објављен 1984. године. Имала је поглавље у којем говори о патњи током побачаја. Исте године је објавила књигу поезије „Љубав: поеме” (енгл. Love: Poems).
Стилова се такође упустила и у дечју фикцију пишући серију од десет илустрованих књига за младе читаоце. Ове књиге познате као серија књига „Макс и Марта” помажу деци да се суоче са правим животним проблемима: нова беба, нова школа, губитак вољених и тако даље. Стилова је такође и написала серију „Фреди”. Ове четири књиге говоре о другим животним ситуацијама: прва ноћ ван куће, одлазак доктору и слично.
Пошто је одлучила да проведе што више времена са својом децом, Стилова је често писала ноћу, због чега је спавала само четири сата дневно. Стилова је веома плодан писац који често издаје више књига у току једне године. Свакој књизи треба две и по године да се заврши па је тако Стилова развила способност да ради на пет пројеката одједном тако што ради истраживања за једну књигу, док другу цитира, а пише и исправља друге књиге.
Данијела Стил је 1993. године је тужила једну књижевницу која је у својој књизи хтела открити да је њен син Ник усвојен од стране Џона Трејне, њеног тадашњег мужа иако су документи о усвајању запечаћени у Калифорнији. Судија у Сан Франциску је донео веома необичну пресуду допуштајући да се уклони печат о Никовом усвајању иако је он још био малолетан. Ову пресуду је потврдио Апелациони суд у Калифорнији и такву одлуку су донели зато што је Стилова позната и усвајање њеног сина није имало иста права на приватност. Због тога је допуштено да се књига објави.
Николас Трејна је извршио самоубиство 1997. године. Трејна је био певач панк бендова из Сан Франциска. Реч је о бендовима „Link 80” и „Knowledge”. У сећање на сина Ника, Стилова је написала своју нефикцијску књигу „Његово јарко светло” (енгл. His Bright Light) о животу и смрти свог сина. Приходи од те књиге која је доспела на листу нефикцијских бестселера Њујорк тајмса су искориштени да се оснује Фондација Ник Трејна. Ту организацију води Стилова и Фондација се бави финансирањем организација које лече душевне, односно, менталне болести. Како би добила више признања за дечје менталне болести, Стилова је лобирала за легислацију у Вашингтону, а пре тога је одржавала добротворне вечери за прикупљање подршке. Ове вечери одржавале су се сваке две године у Сан Франциску и познате су као „Star Ball”.

### Пети брак и континуирани успех
Данијела Стил се 1998. године удала по пети пут за Томаса Џејмс Перкинса, финансијера из Силиконске долине, али се овај брак завршио 2002. после четири године. Стилова је рекла да је њен роман „Клон и ја” (енгл. The Clone and I) био инспирисан приватном шалом између ње и Перкинса. Перкинс је 2006. године свој роман „Секс и слободни билионер” (енгл. Sex and the Single Zillioner) посветио Стиловој.
Након неколико година скоро сталног писања, Стилова је 2003. године отворила уметничку галерију у Сан Франциску. Та галерија се звала „Steel Gallery” и приказивала је савремене радове, те слике и скулптуре уметника у развоју. Галерија се затворила 2007. године.
Данијела Стил је 2002. године од стране француске владе добила орден Ordre des Arts et des Lettres за свој допринос светској култури.
Додатно је примила:
- Представљање у Калифорнијској хали славних, децембар 2009.
- "Одлична служба за награду за ментално здравље" (први пут додељена не-лекару) из New York Presbyterian Hospital одсек за психијатрију и Columbia University Medical School and Cornell Medical College, мај 2009.
- "Награда за изванредна достигнућа" за рад са младима из Омладинских служби Larkin Street у Сан Франциску, мај 2003. године.
- "Награда за рад са младима" за побољшање живота ментално оболелих адолесцената и деце из Католичке омладинске организације Универзитета Сан Франциска и Медицинског центра Св. Марије, новембар 1999.
- "Награда за изванредна достигнућа" у менталном здрављу,
- "Награде за одличну службу" из Америчког удружења за психијатрију

Данијела је 2006. године у договору са Елизабет Арден пустила у продају нови парфем са њеним именом. Парфем је постао веома популаран и звао се „Danielle by Danielle Steel”.
Дугогодишња резиденција Данијеле Стил налази се у Сан Франциску, мада сад проводи већину свог времена у другом дому Паризу.

## Начин писања и критике
Њене књиге су често описане као оне које се пишу према једној испробаној формули и често укључују ликове који су у некој врсти кризе која прети њиховим односима. Многи њени ликови су сматрани претераним што њене књиге чини мање реалистичним. Романи често истражују свет богатих и познатих те се баве озбиљним животним проблемима као што су болест, смрт, губитак, породична криза и односи. Такође, постоје наводи да су њене популарне приче засноване на догађајима из њеног живота, као што су два бивша мужа, два бивша робијаша, те други догађаји које је сакрила од јавности.
Упркос њеној репутацији да увек се увија у „ружичасто”, Стилова често улази у оне мање пријатне аспекте људске природе као што су инцест, самоубиство, развод, рат, па чак и холокауст. Временом њено писање је еволуирало. Њене касније хероине су биле јаче и са више ауторитета, које ако не добију одређени ниво поштовања и пажње које желе од мушкарца, иду даље у нови живот. У скоријим годинама, Стилова је чак и ризиковала са темама у својим књигама, те је много експериментисала и покушала да изненади своју читалачку публику. Тако на пример њена књига „Откуп” (енгл. Ransom) се фокусира више на напетост него на романсу. Радња прати три сета ликова који су у почетку неповезани, а касније њихови ликови се испреплићу. „Отровне нежење” (енгл. Toxic Bachelors) се удаљава од њеног уобичајеног стила тако што се прича препричава кроз очи три главна лика, три мушкарца који имају фобију од везивања, али на крају откривају своје праве љубави.
Како би избегла поређења са претходним романом, Данијела Стил не пише наставке. Иако су многе њене најраније књиге објављене са почетним издањима од милион примерака, до 2004. године њен издавач је смањио број књига које су првобитно штампане на 650.000 због пада броја људи који купују књиге.
Двадесет и два њена романа адаптирана су за телевизију, а два су била номинована за награду Златни глобус. Прва је „Драгуљи” (енгл. Jewels), која говори о преживљавању жене и њене деце у Европи током Другог светског рата и каснији препород породице као једна од највећих накитничких кућа у Европи. Први филмски студио који је купио права за екранизацију њених романа је Коламбија пикчерс.

## Дела

### Романи
| Година | Наслов                                        |
| ------ | --------------------------------------------- |
| 1973   | Going Home                                    |
| 1977   | Passion's Promise (САД) / Golden Moments (УК) |
| 1978   | Now and Forever                               |
| 1978   | The Promise                                   |
| 1979   | Season of Passion                             |
| 1979   | Summer's End                                  |
| 1980   | The Ring                                      |
| 1981   | Palomino                                      |
| 1981   | To Love Again                                 |
| 1981   | Remembrance                                   |
| 1981   | Loving                                        |
| 1982   | Once in a Lifetime                            |
| 1982   | Crossings                                     |
| 1983   | A Perfect Stranger                            |
| 1983   | Thurston House                                |
| 1983   | Changes                                       |
| 1984   | Full Circle*                                  |
| 1985   | Family Album*                                 |
| 1985   | Secrets                                       |
| 1986   | Wanderlust*                                   |
| 1987   | Fine Things*                                  |
| 1987   | Kaleidoscope*                                 |
| 1988   | Zoya*                                         |
| 1989   | Star*                                         |
| 1989   | Daddy*                                        |
| 1990   | Message from Nam                              |
| 1991   | Heartbeat*                                    |
| 1991   | No Greater Love                               |
| 1992   | Jewels*                                       |
| 1992   | Mixed Blessings*                              |
| 1993   | Vanished                                      |
| 1994   | Accident*                                     |
| 1994   | The Gift*                                     |
| 1994   | Wings                                         |
| 1995   | Lightning                                     |
| 1995   | Five Days in Paris*                           |
| 1996   | Malice                                        |
| 1996   | Silent Honor*                                 |
| 1997   | The Ranch                                     |
| 1997   | Special Delivery*                             |
| 1997   | The Ghost*                                    |
| 1998   | The Long Road Home*                           |
| 1998   | The Klone and I*                              |
| 1998   | Mirror Image                                  |
| 1999   | Bittersweet*                                  |
| 1999   | Granny Dan                                    |
| 1999   | Irresistible Forces                           |
| 2000   | The Wedding*                                  |
| 2000   | The House On Hope Street*                     |
| 2000   | Journey                                       |
| 2001   | Lone Eagle                                    |
| 2001   | Leap Of Faith*                                |
| 2001   | The Kiss*                                     |
| 2002   | The Cottage                                   |
| 2002   | Sunset in St. Tropez                          |
| 2002   | Answered Prayers*                             |
| 2003   | Dating Game                                   |
| 2003   | Johnny Angel*                                 |
| 2003   | Safe Harbour                                  |
| 2004   | Ransom                                        |
| 2004   | Second Chance                                 |
| 2004   | Echoes                                        |
| 2005   | Impossible                                    |
| 2005   | Miracle                                       |
| 2005   | Toxic Bachelors                               |
| 2006   | The House*                                    |
| 2006   | Coming Out                                    |
| 2006   | H.R.H.                                        |
| 2007   | Sisters                                       |
| 2007   | Bungalow 2                                    |
| 2007   | Amazing Grace                                 |
| 2008   | Honor Thyself                                 |
| 2008   | Rogue                                         |
| 2008   | A Good Woman                                  |
| 2009   | One Day at a Time                             |
| 2009   | Matters Of The Heart                          |
| 2009   | Southern Lights                               |
| 2010   | Big Girl                                      |
| 2010   | Family Ties                                   |
| 2010   | Legacy                                        |
| 2011   | 44 Charles Street                             |
| 2011   | Happy Birthday                                |
| 2011   | Hotel Vendome                                 |
| 2012   | Betrayal                                      |
| 2012   | Friends Forever                               |
| 2012   | The Sins of the Mother                        |
| 2012   | A Gift of Hope                                |
| 2013   | Until the End of Time*                        |
| 2013   | First Sight                                   |
| 2013   | Winners                                       |
| 2014   | Power Play                                    |
| 2014   | A Perfect Life                                |
| 2014   | Pegasus                                       |
| 2015   | Prodigal Son                                  |
| 2015   | Country                                       |
| 2015   | Undercover                                    |
| 2015   | Precious Gifts                                |
| 2016   | Blue*                                         |
| 2016   | Property of a Noblewoman                      |
| 2016   | The Apartment                                 |
| 2016   | Magic                                         |
| 2016   | Rushing Waters                                |
| 2016   | The Award                                     |
| 2017   | The Mistress                                  |
| 2017   | Dangerous Games                               |
| 2017   | Against All Odds                              |
| 2017   | The Duchess                                   |
| 2017   | The Right Time                                |
| 2017   | Fairytale                                     |
| 2017   | Past Perfect                                  |
| 2018   | Fall from Grace                               |
| 2018   | Accidental Heroes                             |
| 2018   | The Cast                                      |
| 2018   | The Good Fight                                |
| 2018   | In His Father's Footsteps                     |
| 2018   | Beauchamp Hall                                |
| 2019   | Turning Point                                 |
| 2019   | Silent Night                                  |
| 2019   | Blessing in Disguise                          |
| 2019   | Lost and Found                                |

* Прво место на топ листи Њујорк тајмса

### Не-фикција
- (1984)
- (1984)
- (1998)
- (2012)
- (2013)

### Сликовнице
- (2009)
- (2014)
- (2016)

### Дечје књиге

#### Марта и Макс
- (1989)
- (1989)
- (1989)
- (1989)
- (1989)
- (1989)
- (1990)
- (1990)
- (1991)
- (1991)

#### Фреди
- (1992)
- (1992)
- (1992)
- (1992)